# Nerita japonica
Nerita japonica is een slakkensoort uit de familie van de Neritidae. De wetenschappelijke naam van de soort is voor het eerst geldig gepubliceerd in 1860 door Dunker.